# Luis Guarda
Luis Roberto Guarda Vergara (* 11. Juli 1968 in Viña del Mar) ist ein ehemaliger chilenischer Fußballspieler. Der Stürmer ist dreimaliger Nationalspieler und wurde auf Vereinsebene zwei Mal Meister.

## Karriere

### Verein
Luis Guarda begann seine Karriere in der Jugend von Everton und schaffte 1986 den Sprung in das Profiteam. Nach der ersten Saison, in der der Angreifer nur ein Ligaspiel absolvierte, wurde Guarda Stammspieler. Durch seine über die Jahre guten Leistungen wurde er Nationalspieler und wechselte 1991 zum CD Cobreloa, mit dem er die Meisterschaft 1992 gewann. 1993 spielte er nur die Copa Chile für Deportes Iquique und kehrte dann wieder zu Cobreloa zurück. 1994 ging er zu Universidad de Chile und gewann eine weitere Meisterschaft, kam aber nicht regelmäßig zum Einsatz und verließ den Verein nach der Saison wieder. Danach lief der Stürmer noch für die Santiago Wanderers und für Unión San Felipe in der zweiten Liga auf.

### Nationalmannschaft
In der Nationalmannschaft Chiles absolvierte Luis Guarda sein erstes Länderspiel im November 1990 bei der Copa Expedito Teixeira gegen Brasilien. Es folgten drei weitere Freundschaftsspiele zur Vorbereitung auf die Copa América 1991, für die er aber nicht nominiert wurde. Im Mai 1991 bestritt der Offensivakteur sein letztes Länderspiel gegen Uruguay.

## Erfolge
Cobreloa
- Chilenischer Meister: 1992

Universidad de Chile
- Chilenischer Meister: 1994

Santiago Wanderers
- Chilenischer Zweitliga-Meister: 1995

## Sonstiges
Sein älterer Bruder Juan Carlos Guarda ist ebenfalls ehemaliger Profifußspieler. Gemeinsam spielten sie von 1998 bis 1990 bei Everton und 1995 bei den Santiago Wanderers.